# Boršice
Boršice (v letech 1960–1996 Boršice u Buchlovic, německy Borschitz) jsou obec nacházející se v okrese Uherské Hradiště ve Zlínském kraji. Leží v podhůří Chřibů asi 10 km západně od Uherského Hradiště a 3 km jižně od Buchlovic. Žije zde přibližně 2 200 obyvatel. Sídlí zde fotbalový klub SK Boršice.

## Název
Na vesnici bylo přeneseno původní pojmenování jejích obyvatel Boršici odvozené od osobního jména Boreš či Boršě (to ve starším tvaru Borša), které bylo domáckou podobou některého jména začínajícího na Bor- (Bořihněv, Bořivoj, Bořislav apod.). Význam místního jména byl "Boršovi lidé".
Od 1. ledna 1997 se rozhodnutím zastupitelstva obec vrátila k názvu Boršice (bez přívlastku). Přívlastek „u Buchlovic“ byl předtím součástí úředního jména obce od roku 1960, poté co jej z důvodů administrativních a správních (odlišení od Boršic u Blatnice ve stejném okrese) navrhla zvláštní komise při ministerstvu vnitra v rámci širší názvoslovné revize po druhé světové válce. Starosta obce jako jeden z motivů pro změnu uvedl zkrácení příliš dlouhého pojmenování, ovšem vzhledem k připojení rozlišujícího přívlastku v období komunismu lze snahu o jeho odstranění vnímat i jako pokus o jisté vyrovnání se s minulostí. Obec Boršice u Blatnice si název s přívlastkem ponechala.

## Historie
První písemná zmínka o obci pochází z roku 1202. Od roku 1850 je obec začleněna do okresu Uherské Hradiště.

## Pamětihodnosti
- Kostel sv. Václava
- Hřbitov
- Kříž Nad obořisky
- Krucifix
- Socha svatého Jana Nepomuckého
- Fara
- Kameny zmizelých v centru obce

## Tradiční hody s právem
- Každoročně třetí říjnovou sobotu se v obci konají hody s právem s krojovanou chasou a dechovkou.

## Cyklostezka svatého Metoděje
- Tematická cyklostezka mezi obcemi Boršice a Zlechov, kterou zdobí osm soch na motivy Velké Moravy a svatého Cyrila a Metoděje. Autorem je akademický sochař Daniel Ignác Trubač.

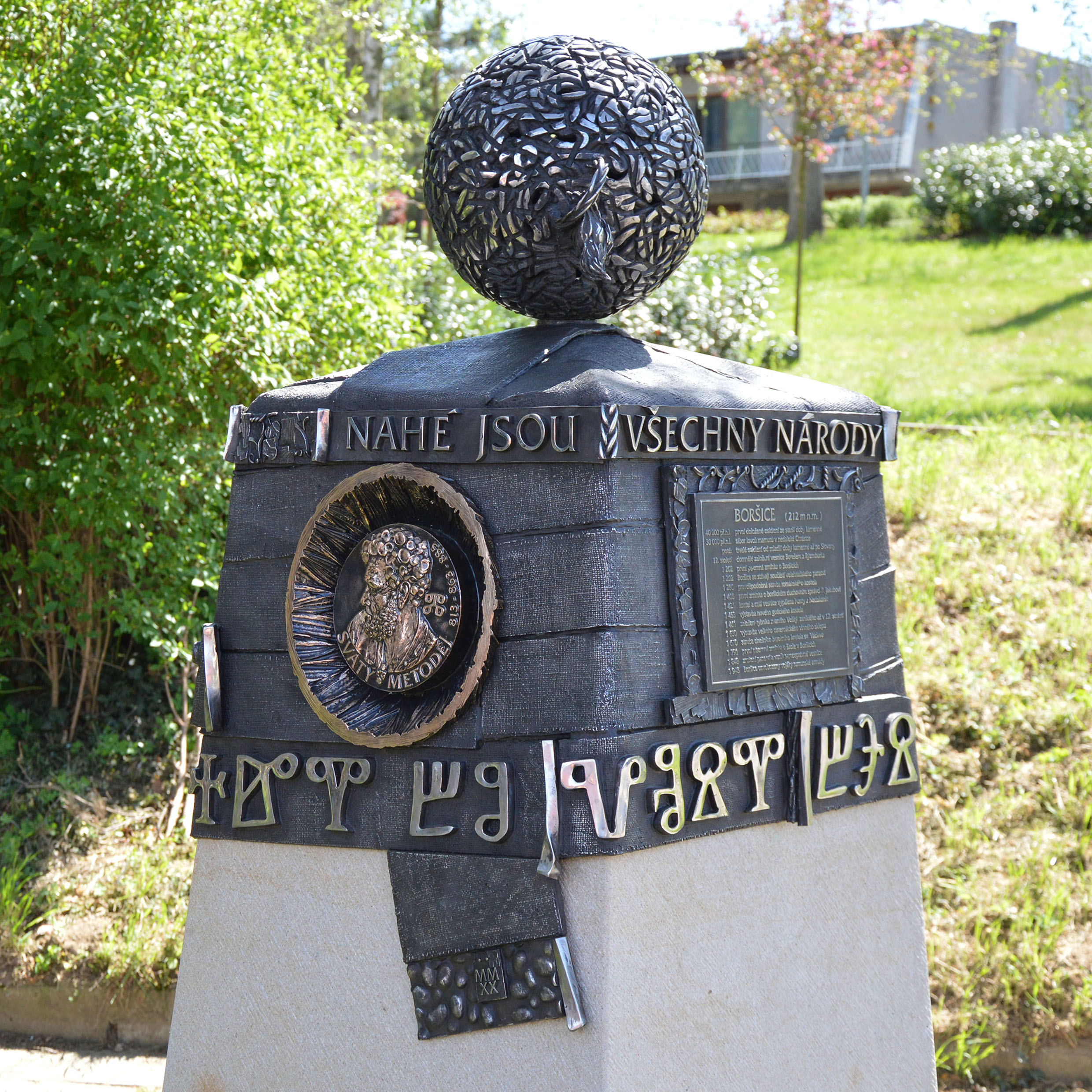
Malý obelisk svatého Metoděje
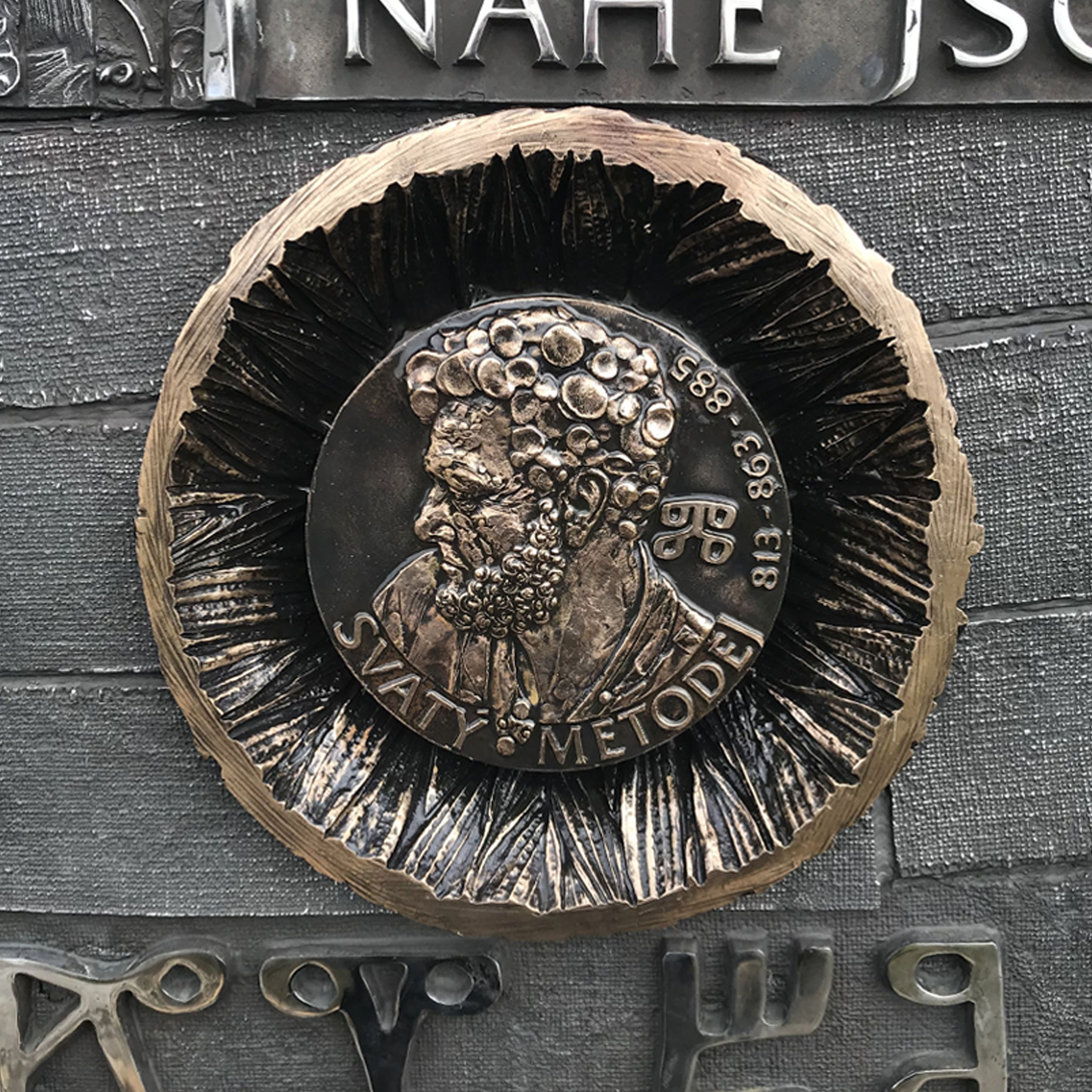
reliéf svatého Metoděje
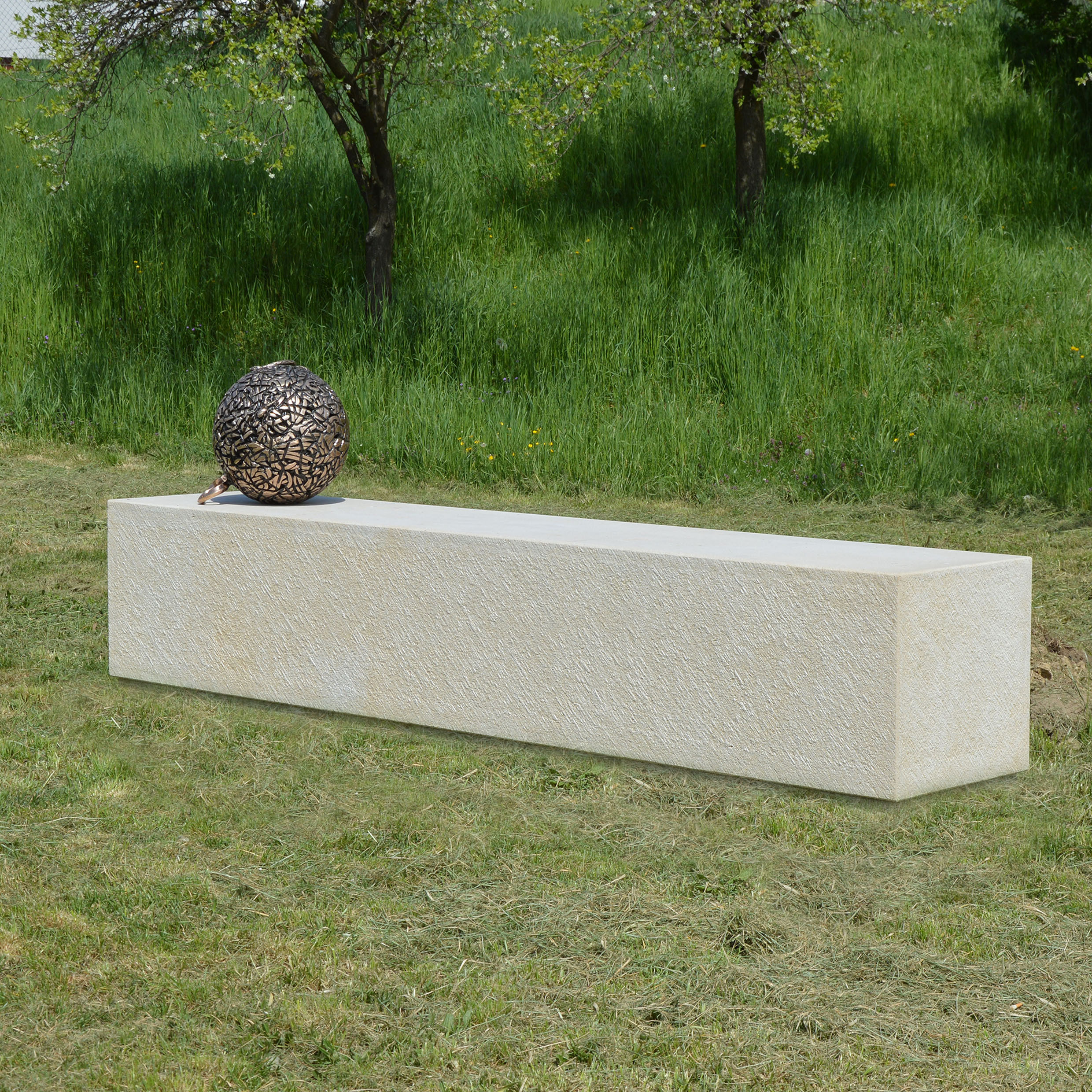
Vycházející slunce
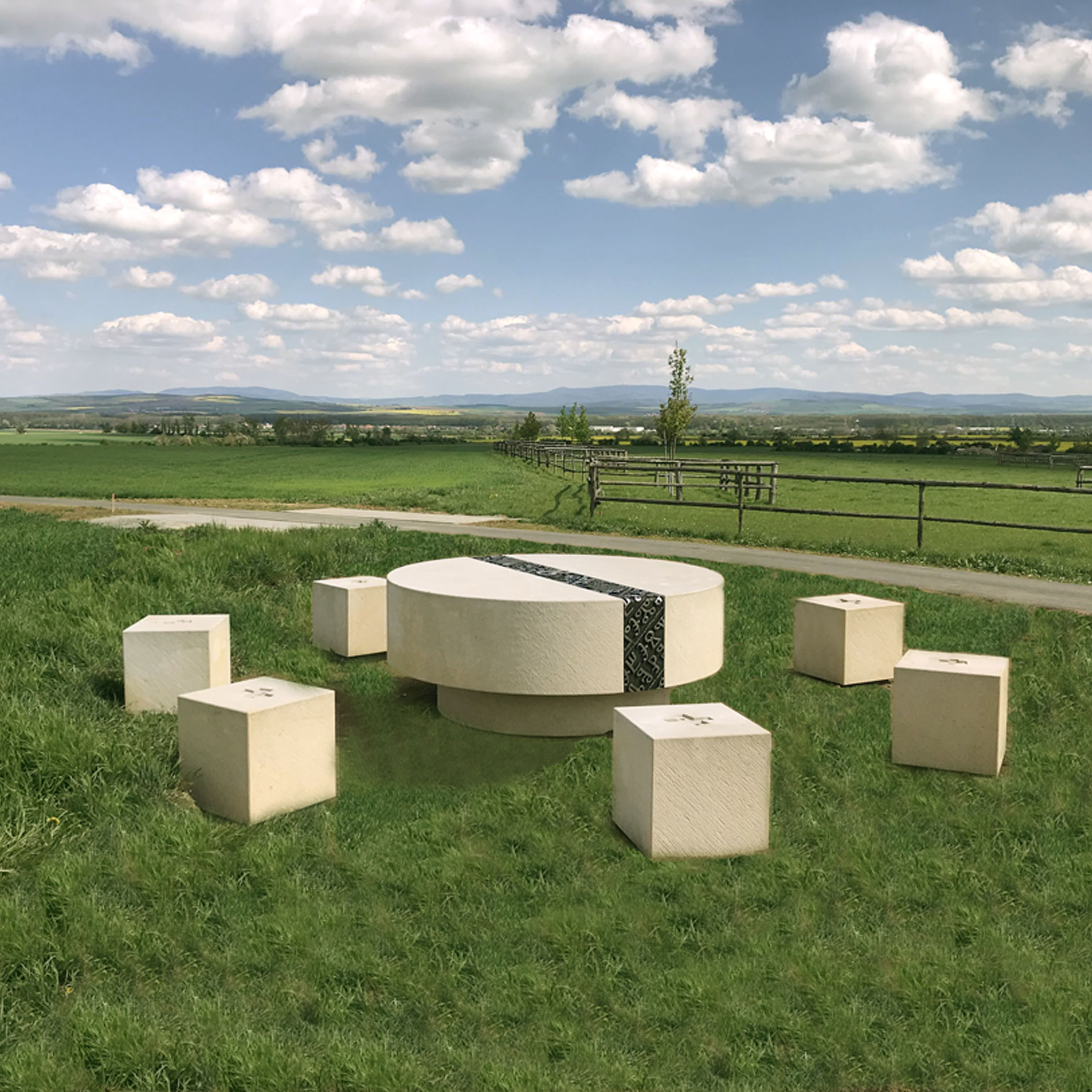
Stůl setkání
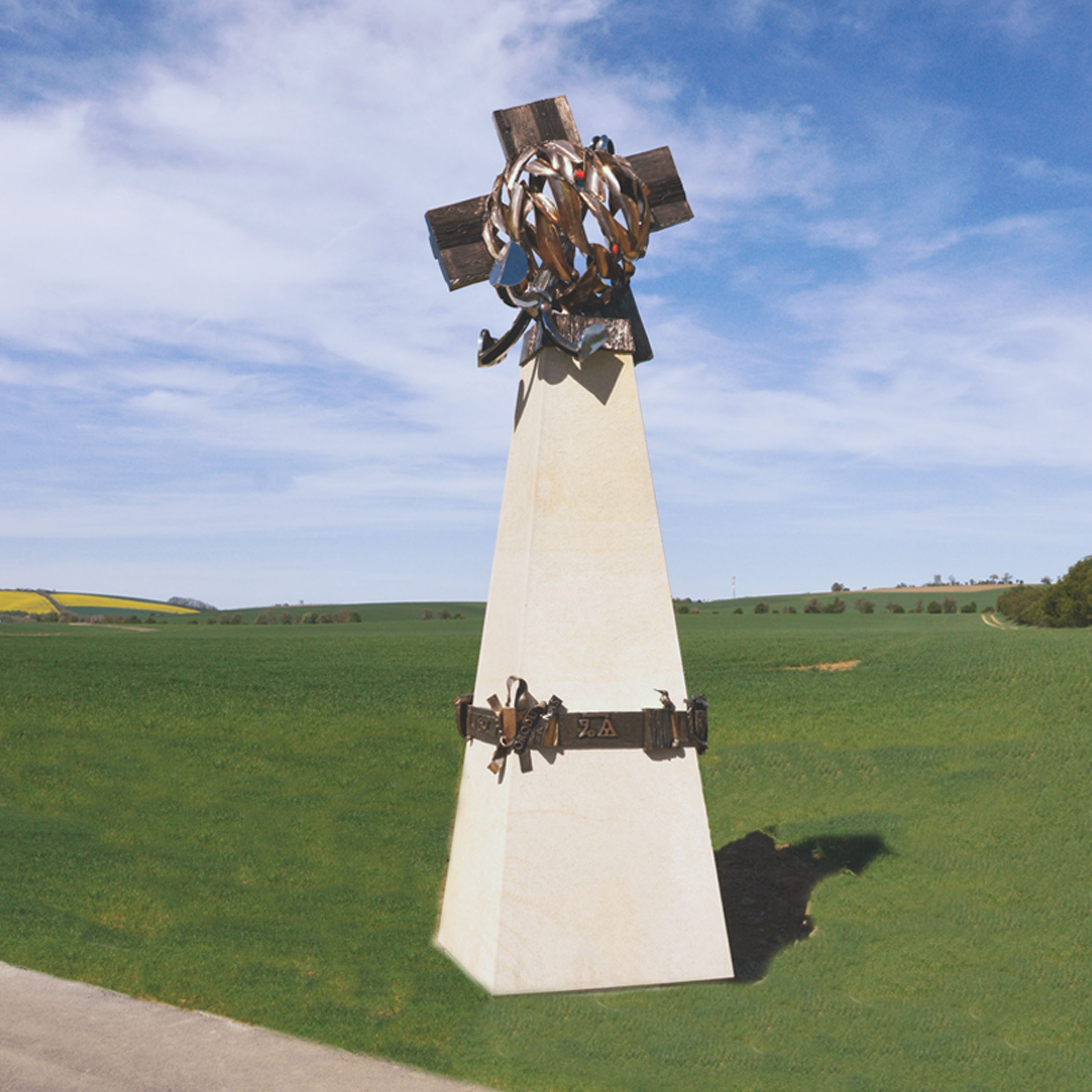
Gorazdův obelisk

## Další fotografie

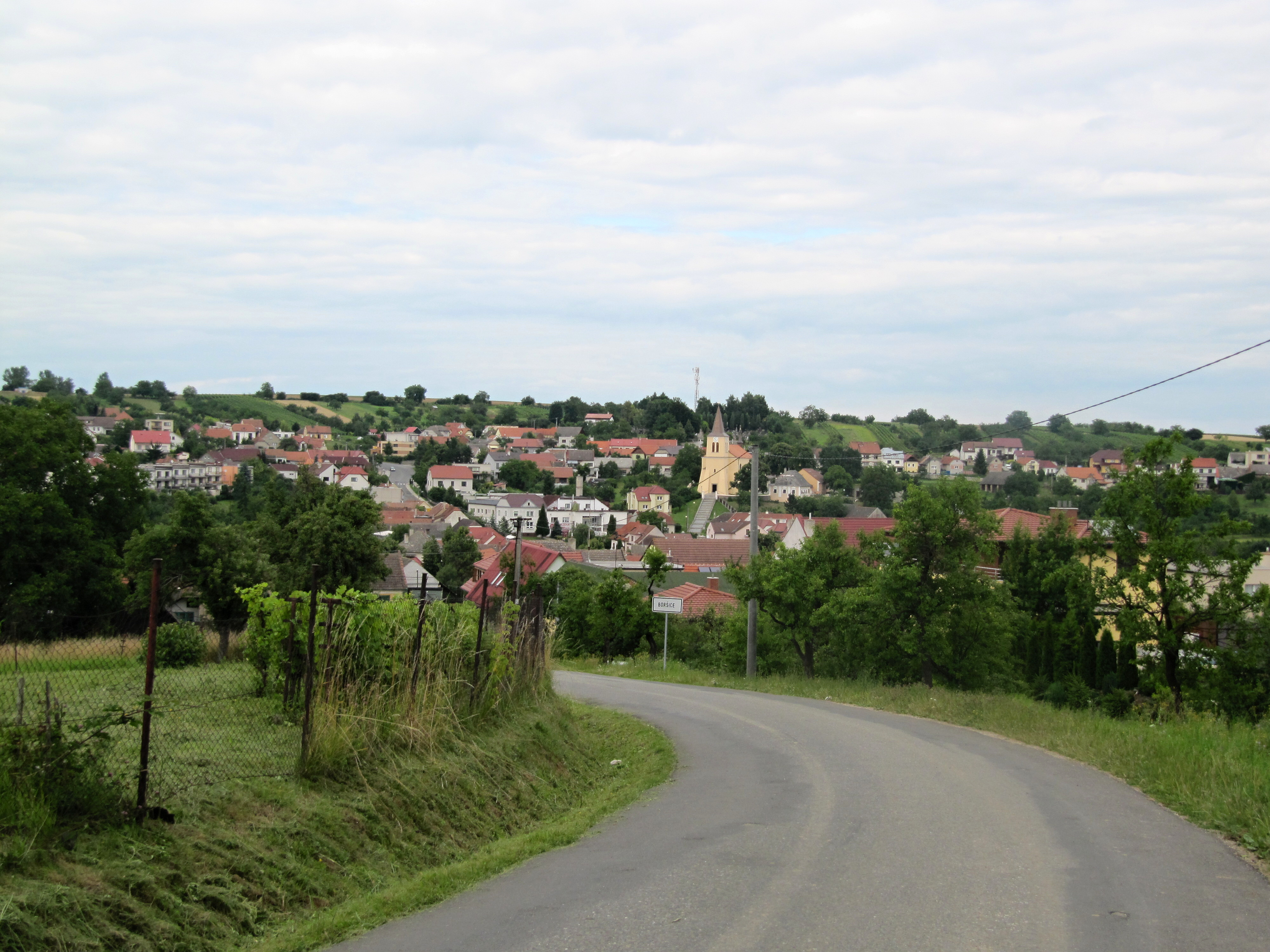
Celkový pohled
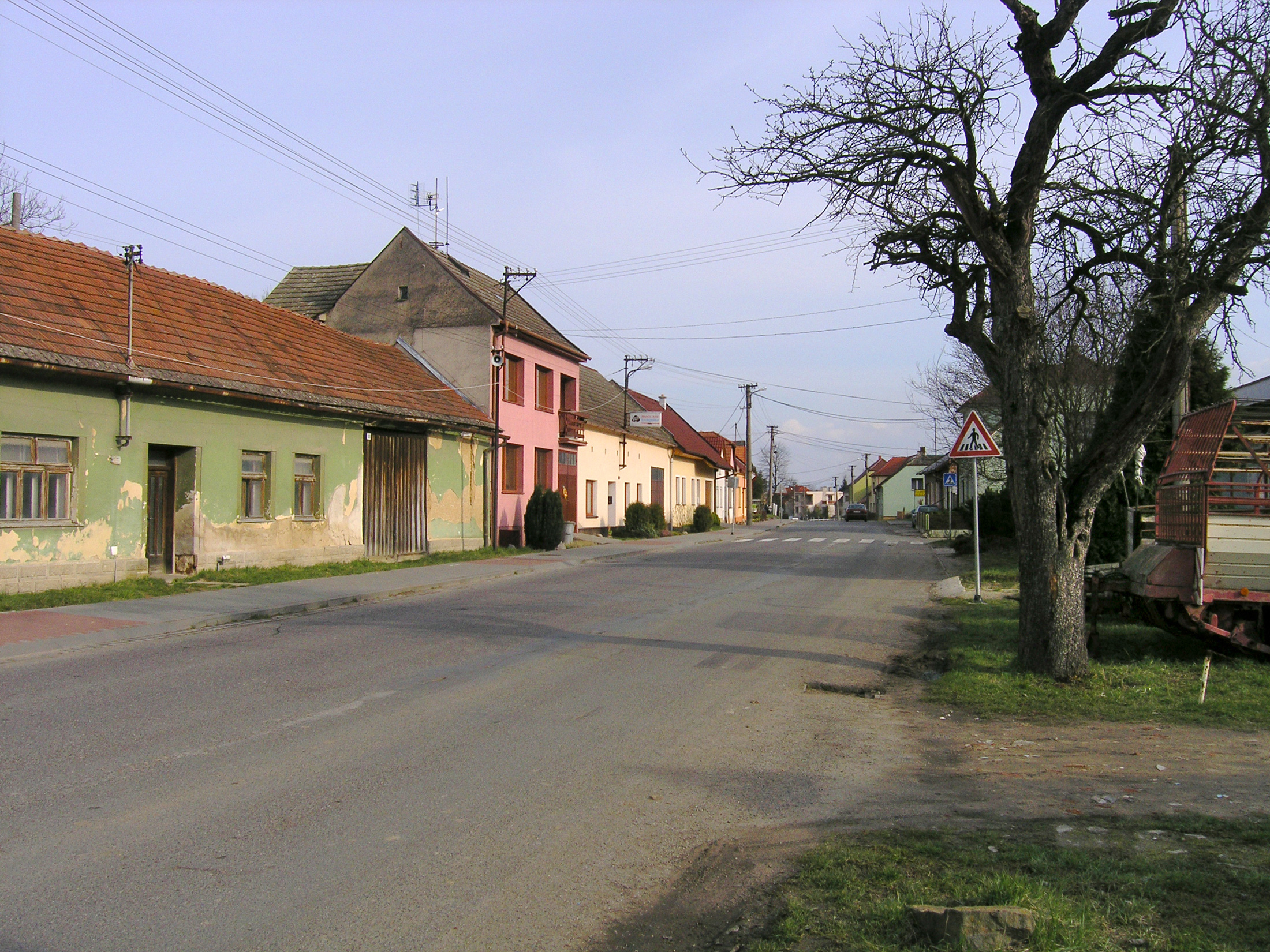
Hlavní silnice na Uherské Hradiště
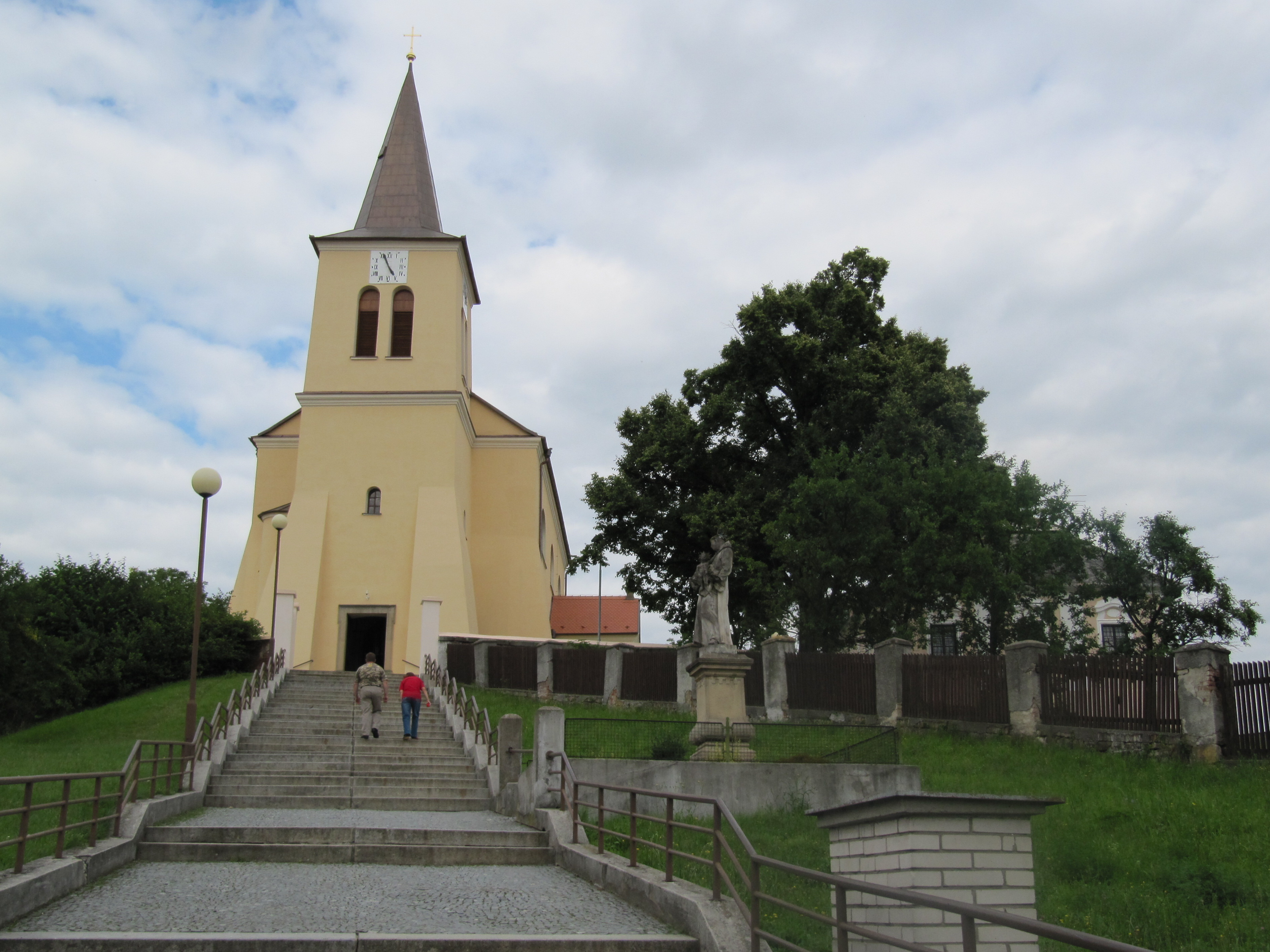
Kostel svatého Václava
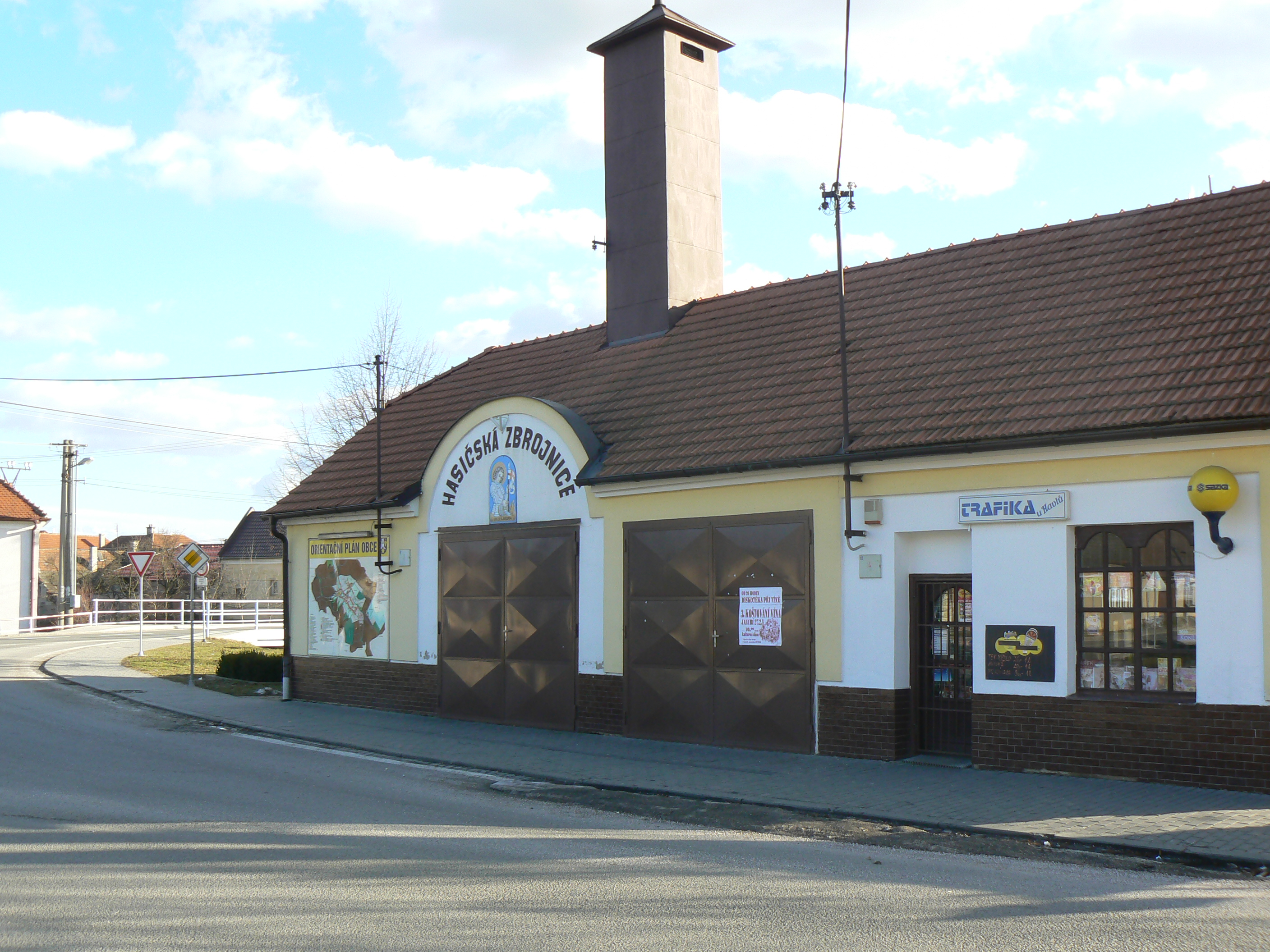
Hasičská zbrojnice
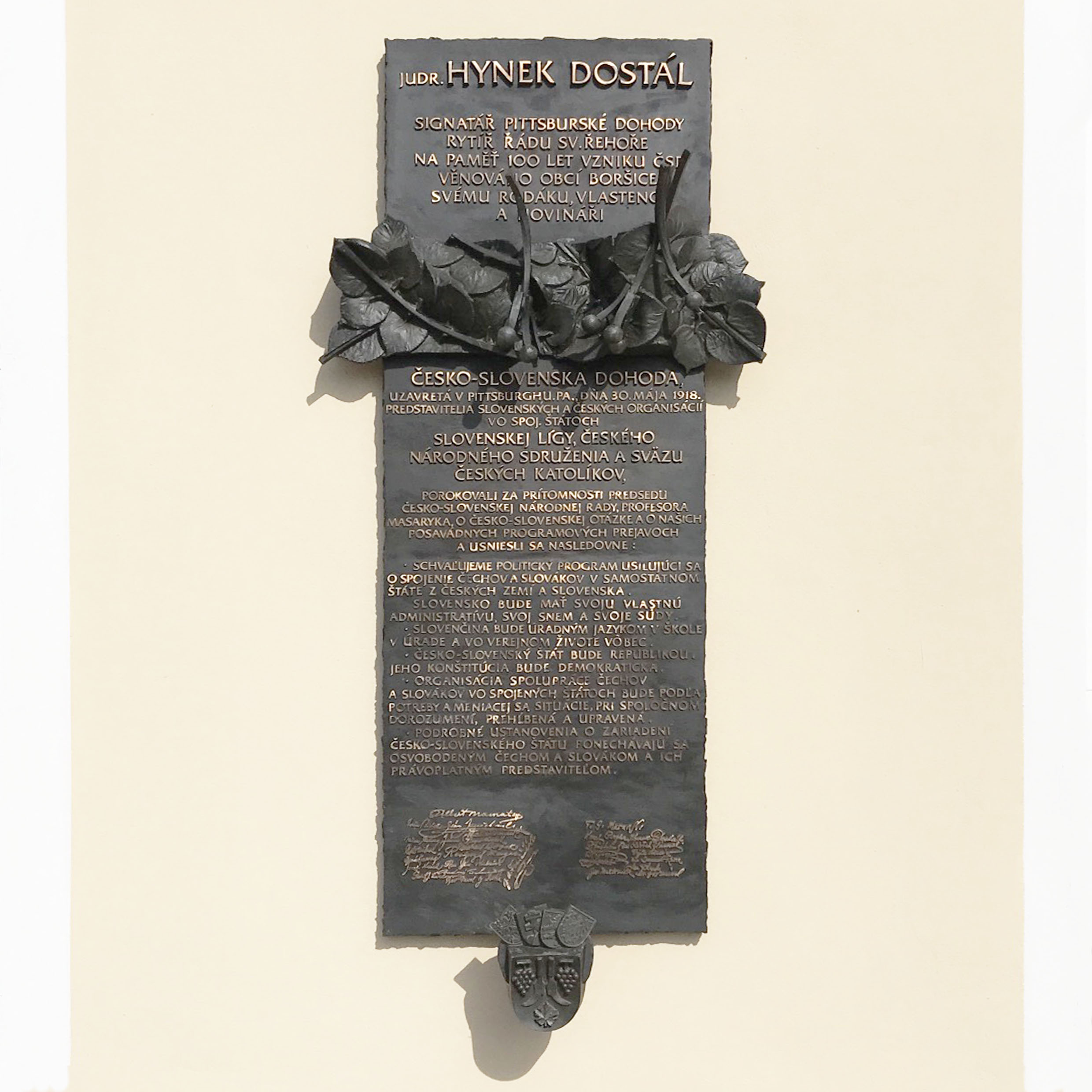
Pamětní deska JUDr. Hynka Dostála od ak. soch. Daniela Ignáce Trubače
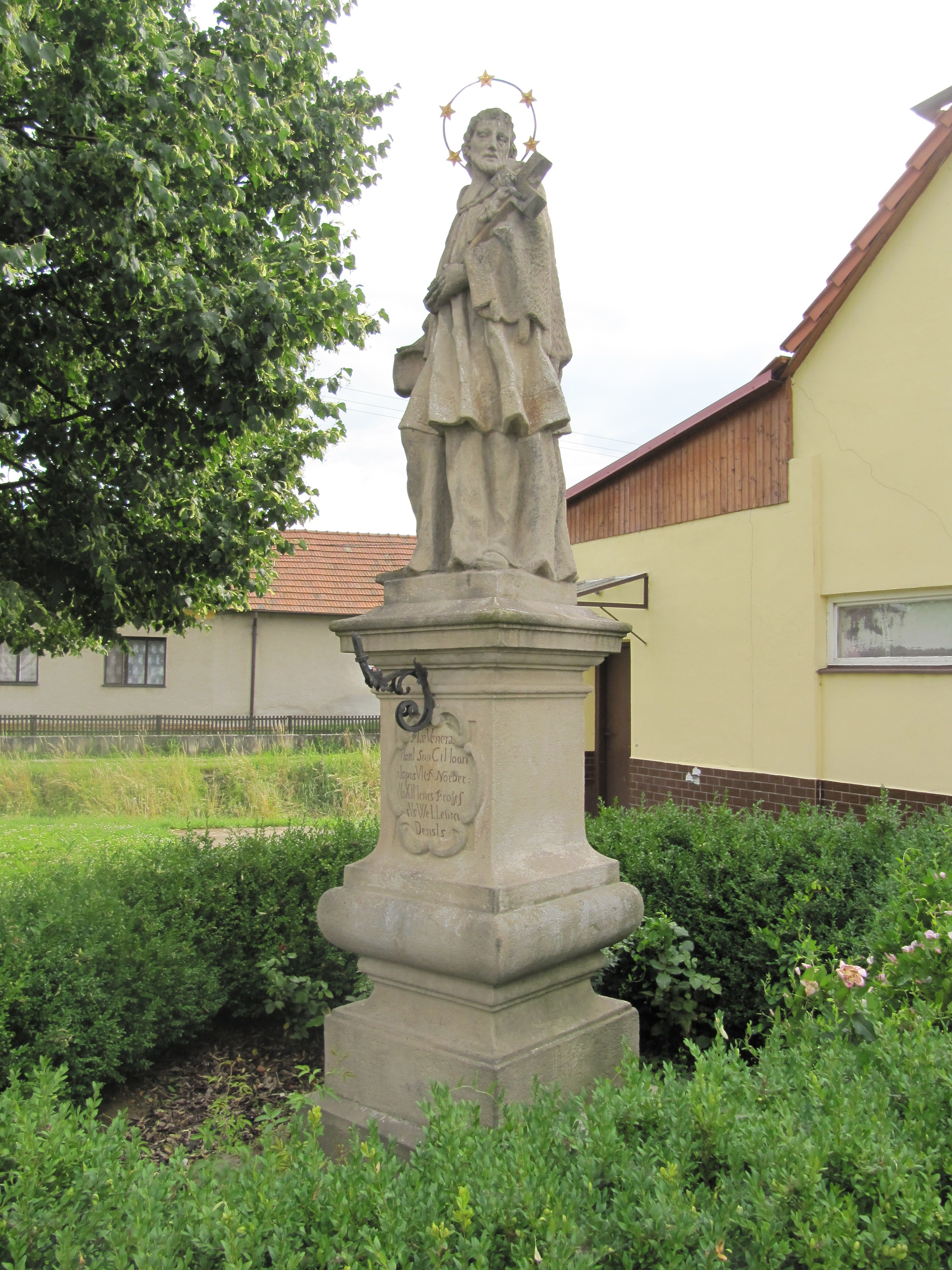
Socha svatého Jana Nepomuckého
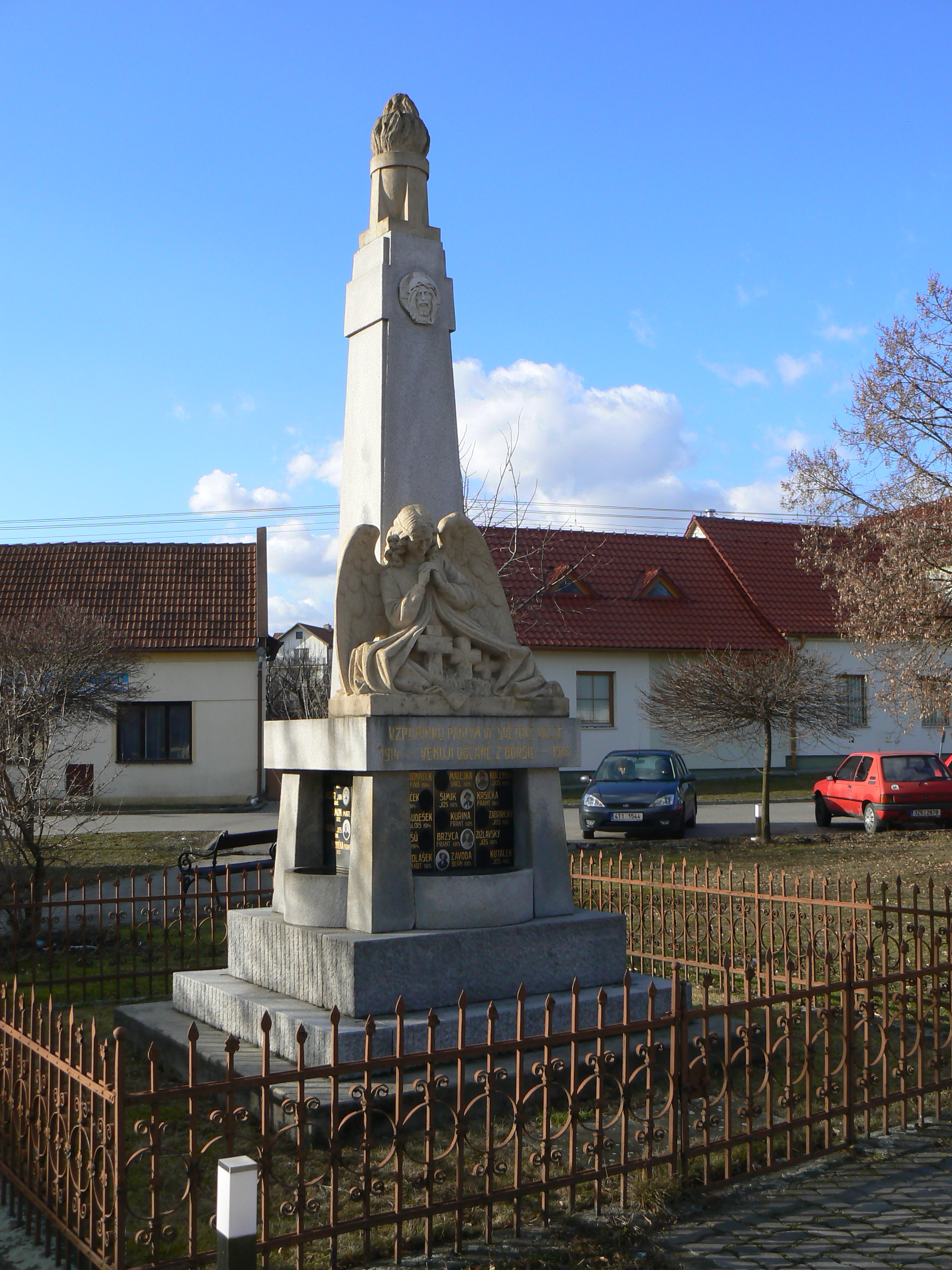
Pomník obětem první světové války